# آندره مولیتور
آندره مولیتور (به فرانسوی: André Molitor) کارمند ارشد پیشین دولت بلژیک و مباشر خصوصی پادشاه بودوان یکم بود که از سال ۱۹۶۱ تا ۱۹۷۷ میلادی به مدت ۱۷ سال این پست را بر عهده داشت.
وی همچنین استاد مدیریت نهادهای دولتی در دانشگاه کاتولیک لوون بود.

## زندگی
آندره مولیتور فرزند لامبرت مولیتور یک کارمند دولت بلژیک بود که از سال ۱۹۰۱ با مأموریت نوسازی گمرکات ایران به این کشور اعزام شده بود. وی در سال ۱۹۱۱ میلادی در کرمانشاه به دنیا آمد. آندره مولیتور در سال ۱۹۳۵ در رشتهٔ حقوق به مدرک دکترا دست یافت و در سال ۱۹۳۷ در ادارهٔ عمومی بلژیک مشغول به کار شد. وی همچنین مباشر خصوصی پیر هارمل و نویسندهٔ قرارداد ۱۹۵۸ بود که به کشمکش‌های سیاسی بر سر سرمایه گذاری در آموزش متوسطه پایان داد. آندره مولیتور پس از پایان جنگ جهانی دوم به عنوان مدیر انتشارات نشریهٔ نو La Revue Nouvelle با مشی دمکرات مسیحی فعالیت کرد. او همچنین نشریهٔ مدیریت عمومی Administration publique را مدیریت می کرد. وی پس از بازنشستگی اش در سال ۱۹۷۷، تا سال ۱۹۸۶ ریاست بنیاد پادشاه بودوان را بر عهده داشت.

## کتاب شناسی
- André Molitor, La Fonction Royale en Belgique, CRISP, 1979
- André Molitor, Souvenirs: un témoin engagé dans la Belgique du 20e siècle, Editions Duculot, 1984